# Cape Lookout (Oregon)
Cape Lookout ist eine felsige, hoch und steil aus dem Meer aufragende Landspitze an der Pazifikküste im Nordwesten des US-Bundesstaats Oregon.
Sie befindet sich im Südwesten des Tillamook County, ungefähr 12 Meilen (19 km) südwestlich von Tillamook. Die Landspitze besteht, wie viele andere Inseln und Landspitzen an der Nordküste Oregons, aus Basalt, der vor etwa 15 Millionen Jahren beim Einfließen in den Ozean erkaltete. Sie erstreckt sich im nahezu rechten Winkel zur Hauptküstenlinie mehr als 2 km nach Westen in das Meer hinaus, ist an ihrem Beginn etwa 900 m breit und verjüngt sich bis zu ihrem Ende auf nur noch etwa 300 m, mit einer recht großen (300 × 400 m) Bucht auf halbem Weg an ihrer Nordseite. Unmittelbar nördlich der Landspitze erstreckt sich die Netarts Bay, ein etwa 2 km breites Haff hinter einer 7 km langen, noch Norden verlaufenden Nehrung, dem Netarts Spit.

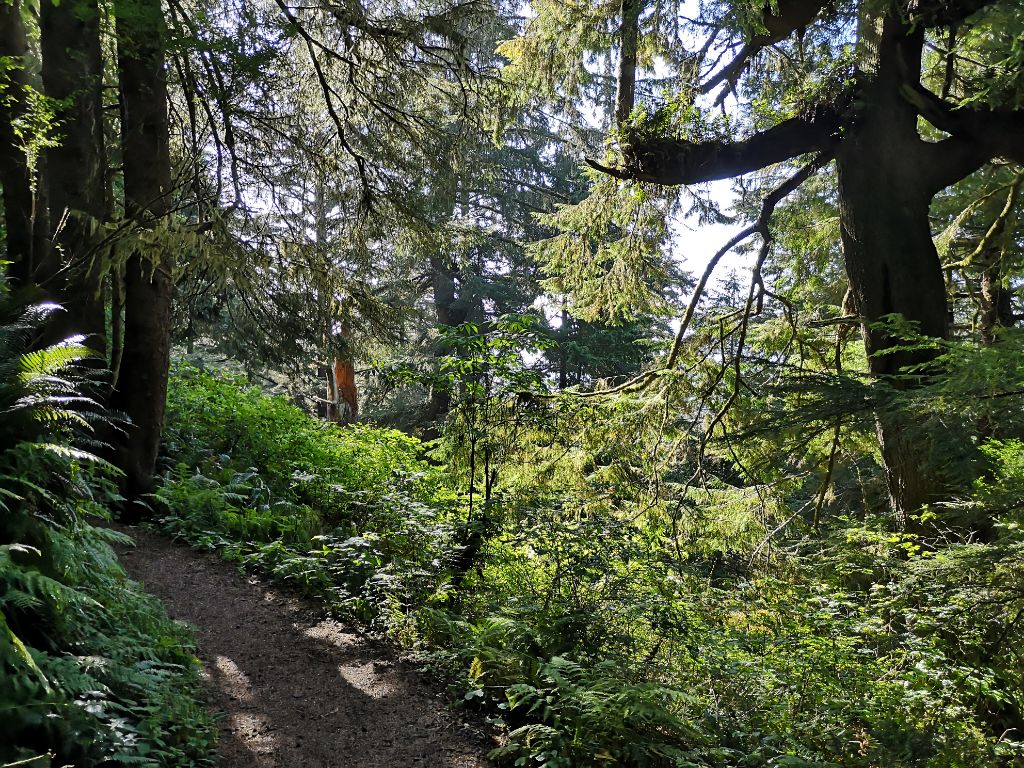
Urwald auf dem Cape Lookout (Oregon)

Die nahezu vollständig bewaldete Landspitze, auf der Hemlocktannen und gewaltige Sitka-Fichten dominieren, ist Teil des Cape Lookout State Park, der nach Norden auch den Netarts Spit mit einschließt und selbst Teil des Siuslaw National Forest ist. 

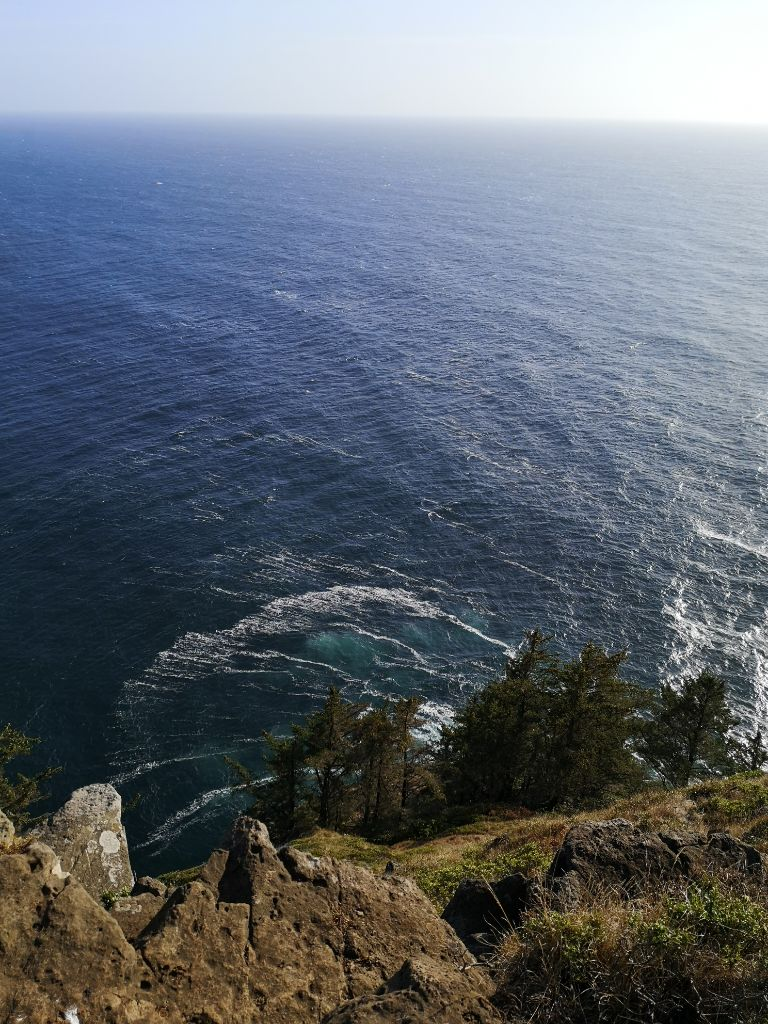
Steilküste Cape Lookout (Oregon)

Ein knapp vier Kilometer langer Höhenpfad führt durch den Wald und gelegentlich unmittelbar am mehr als 120 m hohen Klippenrand entlang bis zur Spitze der Landzunge, die ebenfalls etwa 120 m über dem Meeresspiegel liegt. Der Pfad durch den pazifischen Nebelwald ist nicht einfach, oft nass und schlüpfrig, und an den schlechtesten Stellen durch Bohlen in Form eines Knüppeldamms gesichert. Vom Kap selbst bietet sich ein weiter Blick hinaus nach Westen auf den Pazifik, nach Norden auf das Kap Meares und den Neahkahnie Mountain im Oswald West State Park und nach Süden auf das Cape Kiwanda und den Cascade Head. Dies ist auch die beste Stelle – abgesehen von einem Boot – um die Grauwale bei ihren Wanderungen von Niederkalifornien zum Beringmeer und zurück zu sehen, da sie hier die weit hinausreichende Landspitze umrunden müssen. Bis zu 20.000 Wale wandern jedes Jahr von Alaska nach Mexiko, und an guten Tagen kann man bis zu 30 in einer Stunde am Kap vorbeiziehen sehen. 
Die Nordküste von Cape Lookout oberhalb des Netarts Spit ist ein unter Hängegleitern und Gleitschirmfliegern sehr beliebter Ort. 